# خوئن‌خا
گوئنگا (به هلندی: Goënga) یک منطقهٔ مسکونی در هلند است که در سودوست-فریسلان واقع شده‌است. گوئنگا ۲۴۰ نفر جمعیت دارد.